# Blata (Zámostí-Blata)
Blata je východní část obce Zámostí-Blata v okrese Jičín v Královéhradeckém kraji. V roce 2009 zde bylo evidováno 108 adres. V roce 2001 zde trvale žilo 54 obyvatel.
Blata leží v katastrálním území Zámostí o výměře 4,4 km2.

## Pamětihodnosti
- Přírodní rezervace Prachovské skály

## Galerie

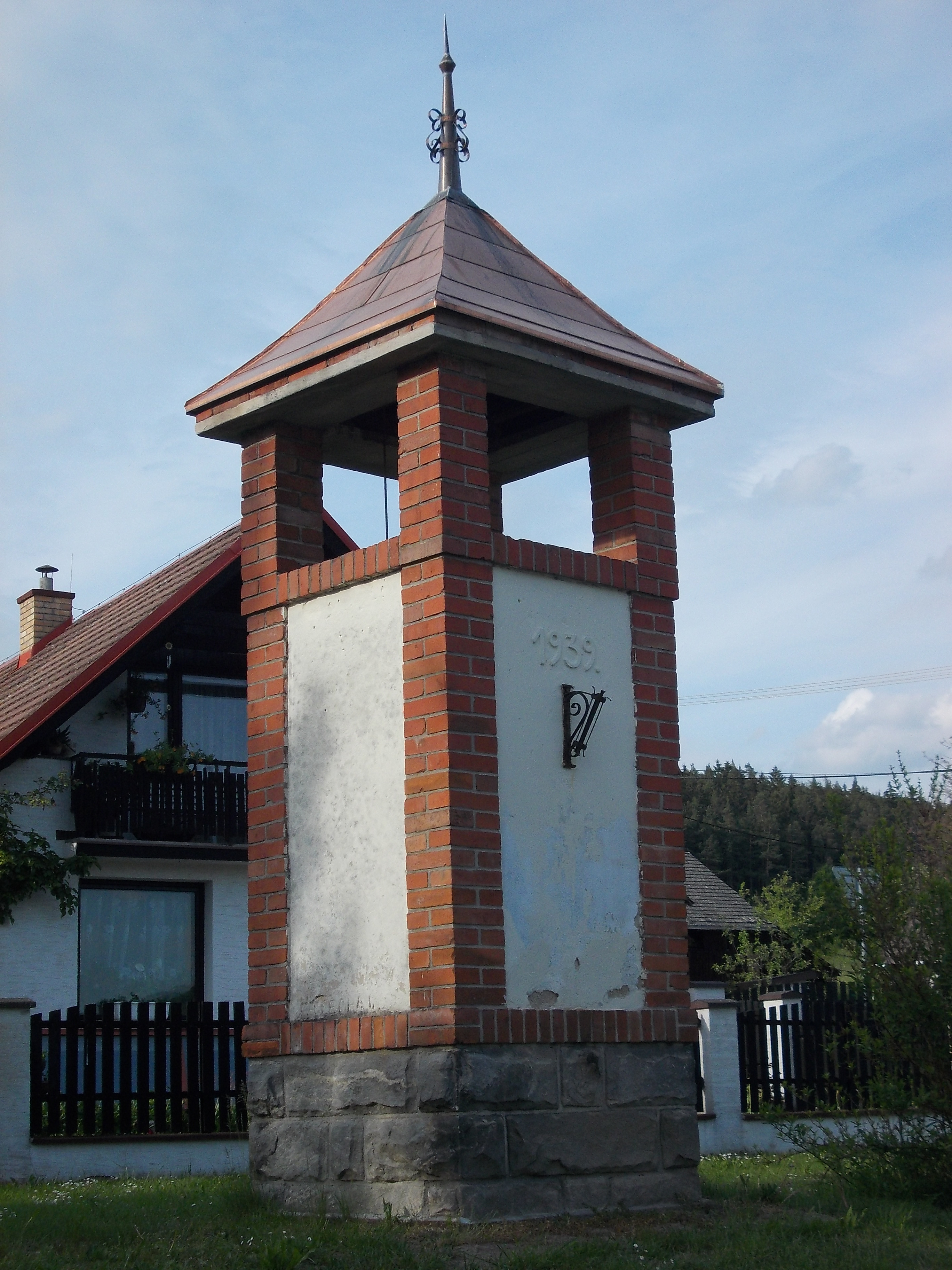
Zvonička
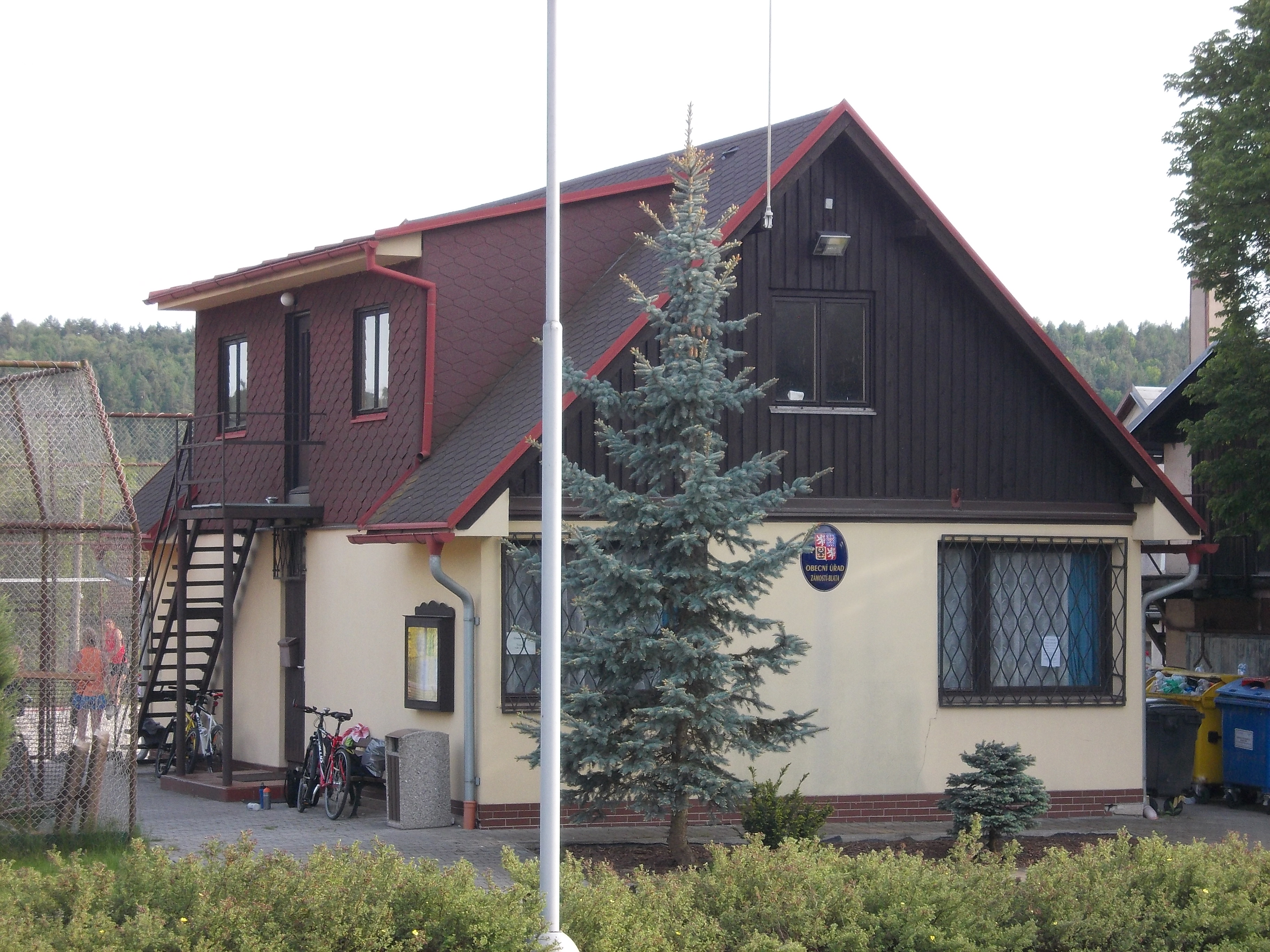
Obecní úřad
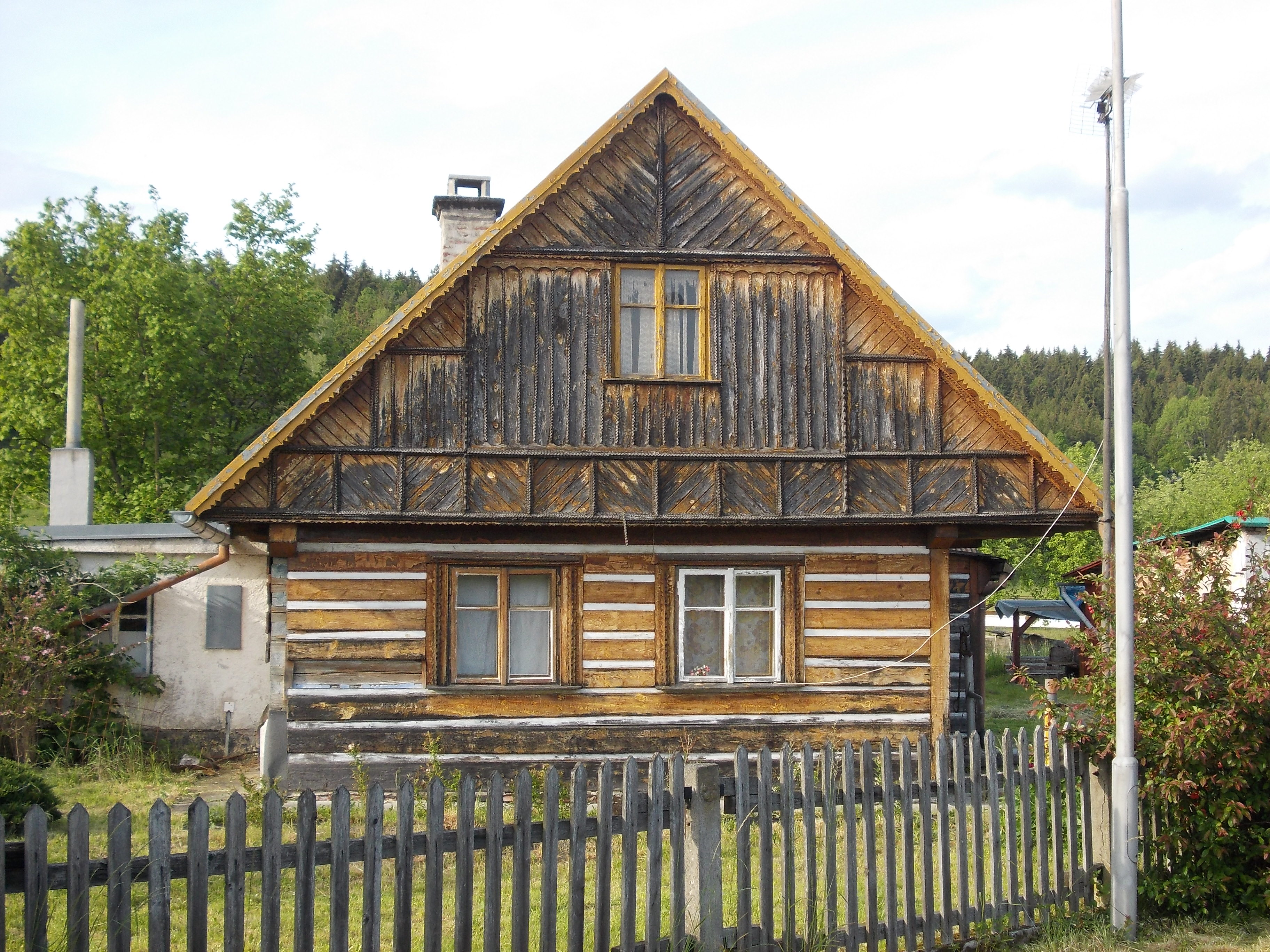
Dům v obci
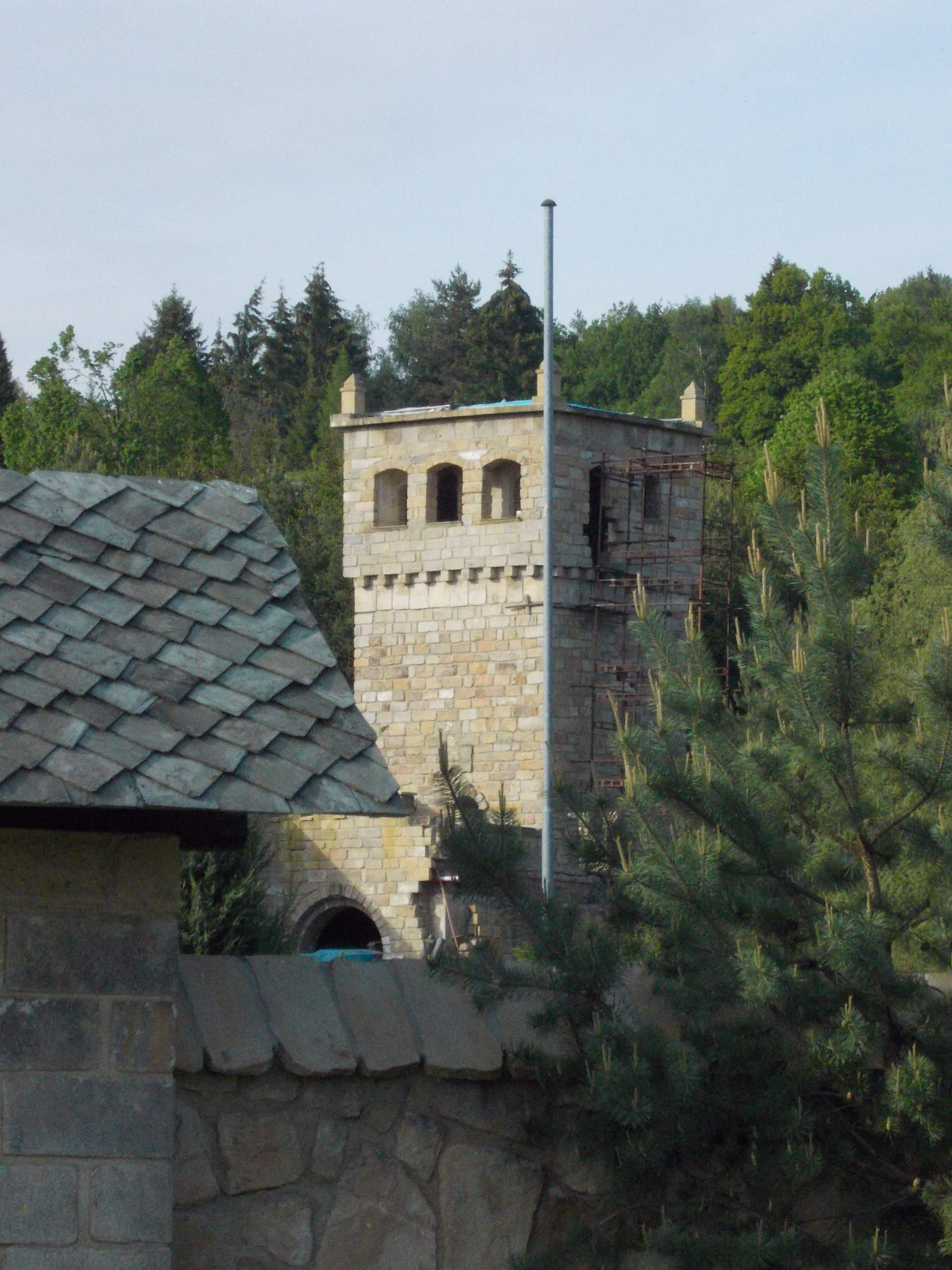
Věž